# おだいじに!
『おだいじに!』は、おおつぼマキによる日本の漫画、またそれを原作としたOVA作品。
副題は『お荷物患者物語』であり、正式タイトルは『おだいじに! お荷物患者物語』。お調子者の主人公が自業自得の大事故に遭い、退屈な入院生活を過ごす中で持て余す性欲を発散するべく、あの手この手で奮闘する青春スラップスティックコメディ。

## あらすじ
同級生の山下から強引に借りたバイク（原作版：NSR80、OVA版：FZX250 ZeaL）で暴走した挙句、自業自得の大事故で全治6か月の重傷を負ってしまった不良高校生・根岸。どうにか一命は取り留めたものの、無類の女好きである根岸にとって、何事もなく穏やかに流れる退屈な毎日は苦痛そのものであり、日課となっていた自慰さえ満足に行えず、股間の疼きは日に日に増すばかり。いつしか、性処理を目的に病院内外を這いずり回っては騒動を引き起こすトラブルメーカーとして、担当看護婦・松本の頭痛の種となっていった。

## 主要人物

### 入院患者
根岸 歩（ねぎし あゆみ）
声 - 梅津秀行
地元の葉賀高校に通う高校生。17歳。
無免許・運転未経験にもかかわらず山下を脅してバイクを借り、それが元で頭部強打、全身打撲、両腕骨折、左脚骨折の重傷を負った主人公。仮性包茎。
治療に専念させようと徹底的に不純な性処理を妨害する松本に対し、あからさまな敵意を剥き出しにして日常的に「ババァ」と罵る一方、純真な藤木を舌先三寸と三文芝居で騙しては都合良く利用している。看護婦たちにとってはまさしく女の敵ではあるが、「心電図異常を察知してICUに駆け付けたらベッドに股間を擦り付けていた」「離床困難に起因する慢性便秘のため1週間に1度は看護婦による浣腸処置を受けなければならない」など幾つか弱みを握られている。
一応は交友を結ぶ先輩や肉体関係を持った女性たちの素行も決して褒められたものではなく、喧嘩は弱いが喫煙も飲酒もする典型的なハンチク不良。その反面、意外と人情味のある一面を覗かせる場合もある。石膏ギプスだらけの体で唯一無事だった右脚を鍛え抜いて手のように操る柔軟性と器用さを身に付け、病院脱走に大いに役立てている。また、入院前はプレイボーイとして鳴らしており、話術と悪知恵は一級品。
作中で根岸の両親が姿を見せる場面は一度も無く、看護婦を通じて紙袋に入れた最低限の着替えを差し入れするだけであり、その辺りの事情を知る山下の母親曰く「朝から父親は競馬場、母親はパチンコ店に入り浸っている」というギャンブル狂い。即ち、外道とも言い表せる根岸の悪童たる所以は家庭を顧みない両親に最大の原因があり、同時にひたすら愛を求める行動原理の裏付けともなっている。
山下 誠一（やました せいいち）
声 - 関俊彦
根岸の同級生。17歳。八百屋の息子。
根岸の横暴が原因で右脚および左腕骨折、全治6か月の重傷（OVA版では右脚複雑骨折、全治7か月）を負わされ、母親に頼み込んで買ったばかりのバイクも再起不能に追い込まれる不幸に見舞われて以来、悪い方向で根岸絡みのトラブルに巻き込まれる苦労人。異性交友未経験の童貞であり、奥手ながらその方面への興味はそれなりに強いむっつりスケベ。親身に接してくれる松本に淡い恋心を抱いている。喫煙者。
弘井 和好（ひろい かずよし）
声 - 合野琢真
離床困難な根岸が「ボクちゃん」と呼んで便利屋扱いしている同室の少年患者。精神年齢が早熟気味である一方、豪胆な面も持ち合わせている、いわゆるマセガキ。
目立った外傷は無く、内臓疾患による長期入院患者と見られるが病名および年齢不詳。ただし、根岸の発言で小学生であることは明かされており、「一般患者より二回りも小さい布団を使っている」「児童漫画雑誌を読む」「テレビゲームに興じる」「たまにおねしょをしてしまう」といった描写から、小学校中高学年（10-12歳）程度と思われる。

### 看護婦
松本 美雪（まつもと みゆき）
声 - 井上喜久子
更生病院（OVA版では城北病院）准看護婦。23歳。
根岸の担当看護婦となって以後、その手綱を取り切る唯一の存在。本来は入院患者の心に寄り添って献身的に看護を行うが、やりたい放題の生意気放題に振る舞う根岸に限っては「ああいう患者は甘やかすと付け上がるだけ」とする信念を貫いて厳しく接し、時には抑止力としての暴力行為も辞さない。普段は病院付属の看護婦寮に寄宿し、エリート銀行マンである彼氏・石川潤一との月に1度のデートを楽しみにしている。
『おだいじに!』以前は「清楚・大人しい・健気」といった可憐で落ち着きのある役柄を演じていた井上だったが、大声を張り上げたり隠語を平気で言い放つガサツで大胆な役柄を演じてみせた本作で当時の業界関係者を驚かせると共に、参加する作品の雰囲気に合わせて別人格に等しいこの2つの調子を使い分ける演技の幅を広げた。
藤木 菜美（ふじき なみ）
声 - かないみか
更生病院看護助手。
ナイチンゲールに憧れて看護の道を志した新人助手。純真無垢で世間知らずのせいか危機感が抜けている節があり、根岸の策略に乗せられやすい。
勤務には献身的に励んでいるがとにかく点滴や投薬のミスが多く、医療事故寸前の事態を引き起こしては婦長や医師から大目玉を食らうのが日常茶飯事という危険な一面を持っている。また、OVA版では「これくらい出来ないと看護婦などやってられない」と諭した松本の指示の下、原作版の看護婦に代わって根岸に浣腸を施す役割を与えられた。

### その他
松田 正輝（まつだ まさき）
声 - 大塚明夫
武闘派暴走族『爆走連合』元総長。暴走族当時の二つ名は「滅生」。
物語の1年前に総長引退並びにチーム解散を宣言・即時実行し、全国各地を飛び回る長距離トラックドライバーとして忙しい毎日を送る。愛娘の紀子が生まれてからは心境の変化に拍車が掛かって「大切なモノ（=家族）を失うのが怖くてたまらない『怖いものあり』になりたい」と望むようになり、さやかと紀子を心から慈しむ。
2メートルの身長と実戦で鍛えられた筋骨隆々の体格が生み出す人並み外れた豪力を併せ持ち、頭に血が上りやすい性格もあって喧嘩の腕は超一流。爆走連合の残党を率いて細々と活動を続ける元親衛隊長のヒロトとの連携はその筋で有名であり、当時を知る構成員曰く「交機も怖れる最強コンビ」だったが、チーム解散を巡って1年も病院送りにされたヒロトは正輝を憎み抜いている。
松田 さやか（まつだ さやか）
声 - 松本梨香
『爆走連合』元レディース。暴走族当時の二つ名は「夜叉姫」。17歳。
チーム解散決定後に正輝と結婚し、安アパートを借りて同居している。とてもレディース出身者とは思えない底抜けの明るさを持つ女性だが、ふとした一件で知り合った根岸をして辟易させる極めて厄介な性格の持ち主。
17歳にして1人の子持ちとなったものの、根岸に「子種が誰のものか心当たりがありすぎて本当の父親が誰かわからない」と悪びれる様子も無く告白し、「爆走連合の同窓会に子どもを連れて行くのはカッコ悪い」という理由で更生病院へ置いて3日も忘れていた事実を反省のかけらも見せず笑い話で片付けた上、己の身に不都合が生じれば近くの誰かに責任転嫁してその場を凌ごうとする浅知恵を働かせ、それらの根源が「まだ17歳なのだから楽しくやりたい」に集約されている極度のワガママ、かつ無責任。しかし、様々な事件を通じて少女がそのまま大きくなったに等しい酷く未熟な性格や素行を知り尽くし、その前提で大きく受け止め続けてきた正輝の誠意にようやく気付いて涙した。
なお、原作では爆走連合所属時に実行した数々の犯罪を「スリルとサスペンスがあって楽しかった」と振り返る場面があり、それらについて全く罪の意識を感じていない（OVA版では大幅修正またはカット）。
〈補足〉
さやかが関わった犯罪一覧（覚醒剤取締法のみチーム解散後）
- 共同危険行為：複数バイクによる集団並列運転
- 道路交通法違反および公務執行妨害：交通機動隊を相手にカーチェイスを行った車に同乗していた実質的な危険運転幇助
- 傷害罪および器物損壊罪：『スカG』（日産・スカイラインR32）を乗り回していた他チームを「生意気」と襲撃して車を海に沈め、別所で肩下まで生き埋めにして放置
- 住居侵入罪および窃盗罪：工場に不法侵入し、『純トロ』（高純度トルエン）を窃盗
- 毒物及び劇物取締法：シンナー吸引（先述のトルエン盗用）の疑い
- 覚せい剤取締法：コカイン吸入および単純所持 ※ただし、覚せい剤密売に手を染めたヒロトの幇助による初犯であり、検挙した刑事の推測では起訴猶予処分の見込み

## OVA
連載開始同年末にバップ創業10周年企画の一環としてOVA化され、小黒祐一郎が主催するウェブマガジン『WEBアニメスタイル』の連載記事でインタビューを受けた中澤一登曰く「庵野秀明も絶賛した名作」と評した。
OVA企画の始動に当たり、副題を『入院ボッキ物語』に改題し、主題と副題の順番を入れ替えた『入院ボッキ物語 おだいじに!』を正式タイトルに採用。各話の中核となる原作エピソードに前後数話分を追加、再構成したオリジナルシナリオに沿って物語が進行する。
公共放送網では放映されないことを前提としたOVA表現基準や、当時の映像規制対象範囲により、女性の裸体（陰部を見せないアングル）やバストアップ、一部の隠語については修正処理を施していない。ただし作品内容の都合上、多用せざるを得ない主人公の男性器描写については、第1巻では原作同様に「♂」のシンボルマーク、第2巻では「黒四角」（通称：海苔）で遠回しに表現して「軽いお色気要素を含む青年向けギャグアニメ」の立場を守り、濃密な性交描写とモザイク修正処理を常とするアダルトアニメとの線引きを明確に堅持した。

### メディア
- 入院ボッキ物語 おだいじに! 恐怖!?ギプス男現わる（VPVV-63003）
- 入院ボッキ物語 おだいじに! お嬢ちゃんはパパがいっぱい（VPVV-63005）

### 主題歌
曲名：「おだいじに!」
作詩：宝野アリカ
作曲：片倉三起也
歌：ナイちんガールズ（宝野アリカ、河原佳代子）